# Monte Temple
Il monte Temple è una montagna appartenente alle Montagne Rocciose Canadesi, localizzata nel Banff National Park nella provincia canadese dell'Alberta.
Ha un'altezza di 3.543 metri sul livello del mare e fu così nominato nel 1884 da George Mercer Dawson in onore di Sir Richard Temple che visitò le Montagne Rocciose nel medesimo anno.